# Sint-Michaëlskerk (Thorn)
De Sint-Michaëlskerk (ook wel stiftskerk van Thorn of abdijkerk van Thorn) is een kerkgebouw in de Nederlands Limburgse stad Thorn (het witte stadje). De kerk doet al twee eeuwen dienst als Rooms-katholieke parochiekerk van de parochie Sint Michaël, maar was daarvoor de stiftskerk van de abdij van Thorn, een benedictijner rijksabdij of stift voor adellijke dames. De stiftskerk staat in de 'Top 100 van de Rijksdienst voor de Monumentenzorg' uit 1990.

## Geschiedenis
De geschiedenis van Thorn hangt nauw samen met die van de abdij, die rond 975 door de heilige Ansfried, bisschop van Utrecht, werd gesticht als adellijk benedictinessenklooster. Het klooster in Thorn groeide uit tot een wereldlijk sticht, en werd later de kern van het kleine vorstendom Thorn. De kerk werd grotendeels gebouwd in de 14e eeuw en verving een ouder bouwwerk, waarvan het westwerk en de crypte nog bewaard zijn. In de 17e en 18e eeuw kreeg de kerk haar huidige barokke interieur.
Na de opheffing van het stift in 1797 werd de oude parochiekerk gesloopt en nam de parochie de naastgelegen stiftskerk in gebruik. De bekende architect Pierre Cuypers restaureerde de kerk eind 19e eeuw. Cuypers liet onder andere de oostelijke kapellen slopen en verhoogde de toren.
In maart 2020 namen inbrekers, nadat ze een gat hadden geslagen in een vitrine in de schatkamer, enkele kostbare liturgische voorwerpen mee, waaronder drie kelken, een monstrans en een crucifix. Ruim een maand later werden twee mannen aangehouden, die in verband met het misdrijf werden gebracht. Daarbij werd een deel van de buit teruggevonden.

## Beschrijving exterieur
De Sint-Michaëlskerk is een gotische kruisbasiliek. De onderbouw van het westwerk is een restant van de oudere romaanse kerk. De toren heeft een torenspits met flankerende torentjes.

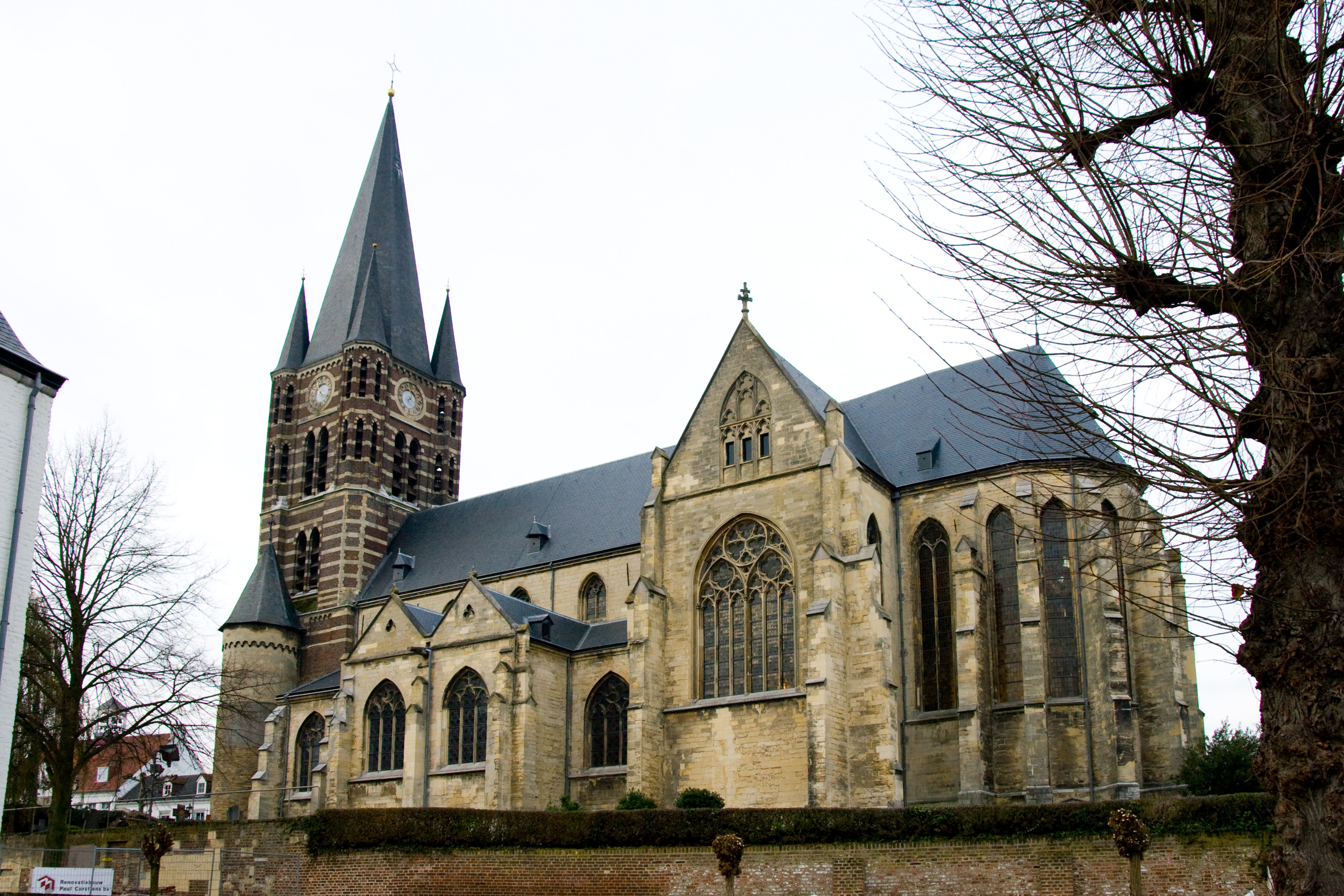
Kerk vanuit het zuiden
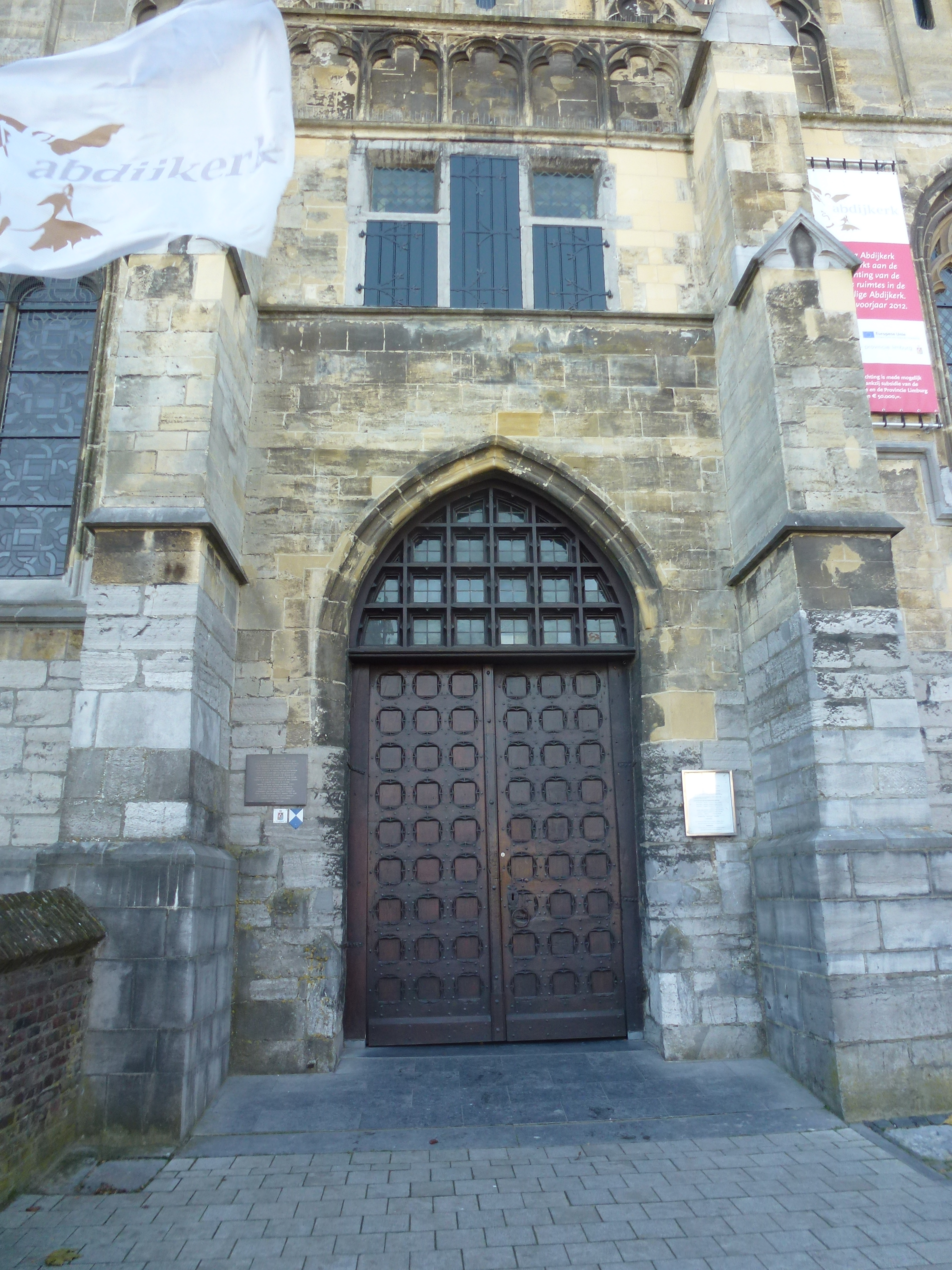
Oostelijke hoofdingang
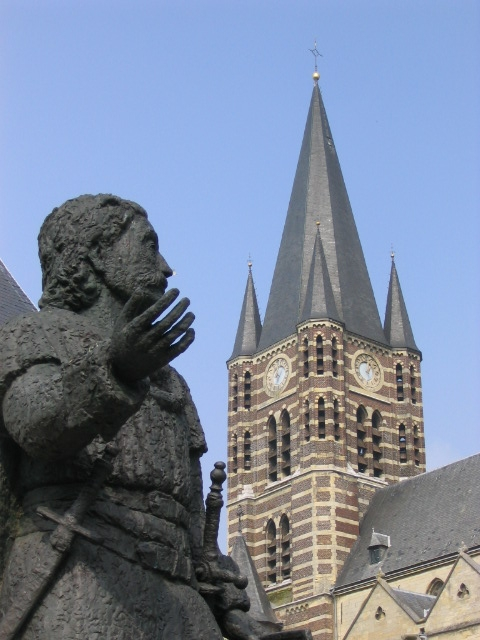
Kerktoren en St-Michaël
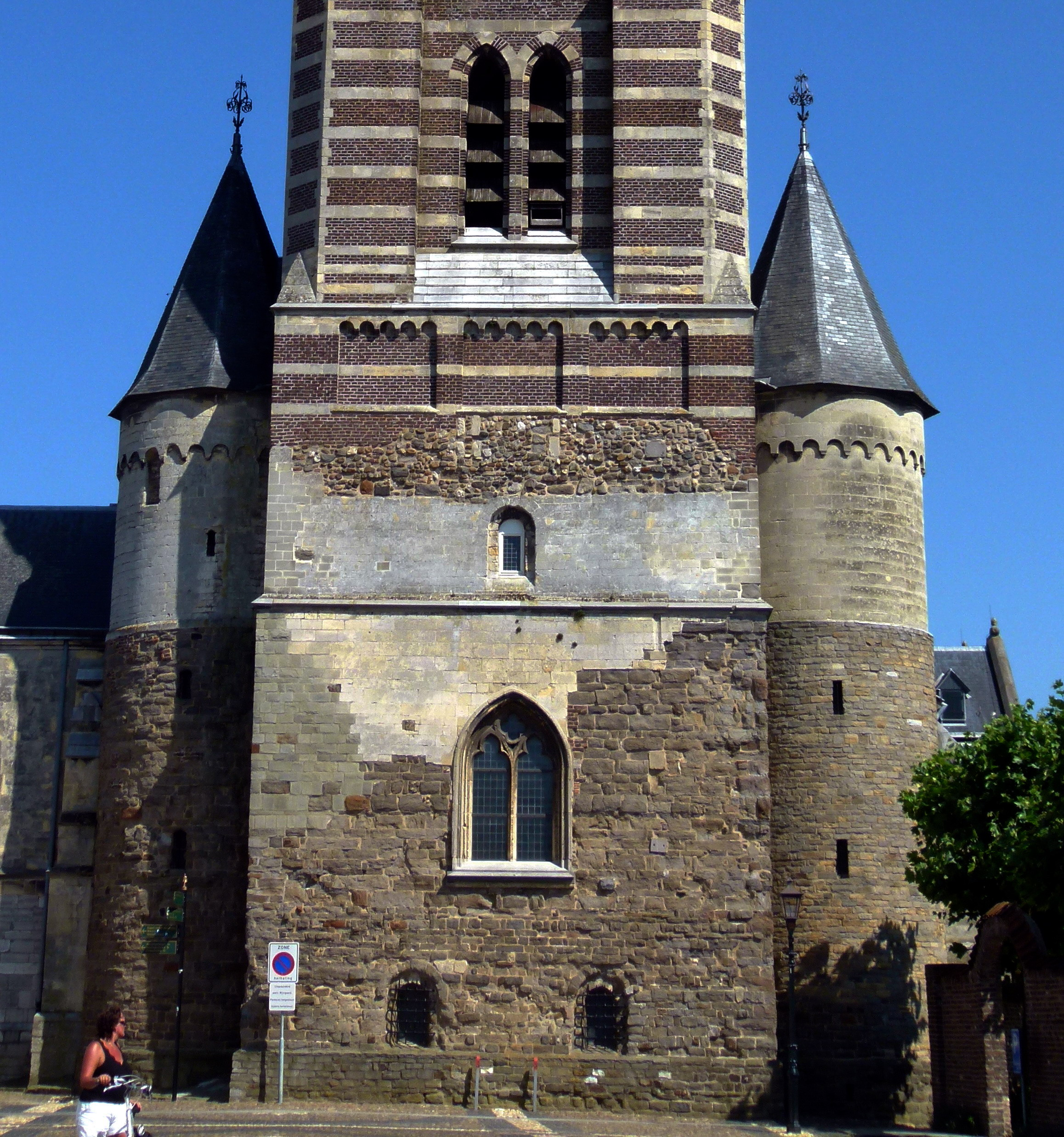
Westbouw en toren

## Beschrijving interieur
Het oorspronkelijke gotische interieur is witgeschilderd, waardoor de laatgotische architectuur enigszins gecamoufleerd is. Vrijwel de gehele inrichting van de kerk is uitgevoerd in barokstijl, wat voor Nederlandse kerken vrij zeldzaam is.

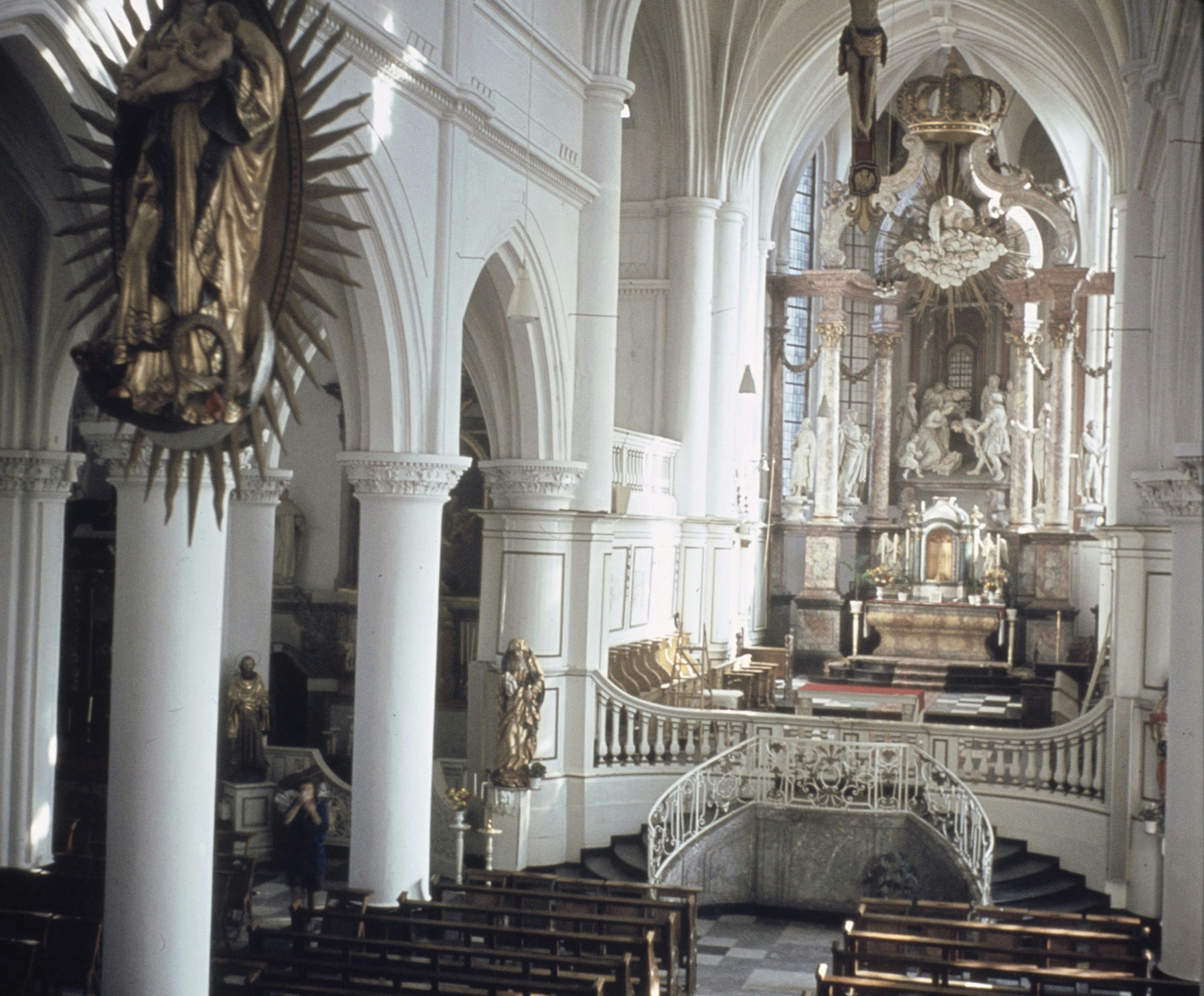
Interieur naar het oosten
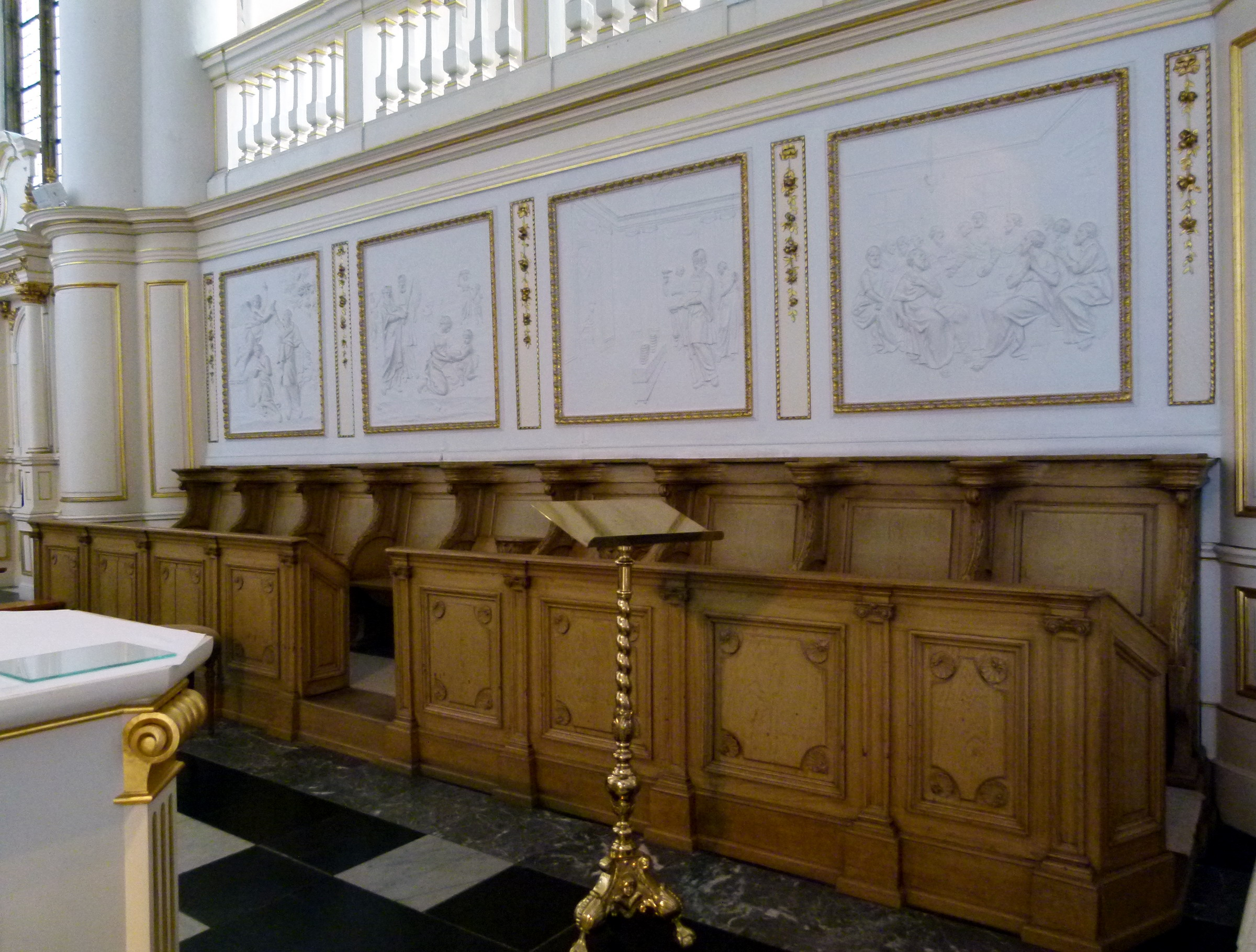
Koorbanken en stucreliëfs
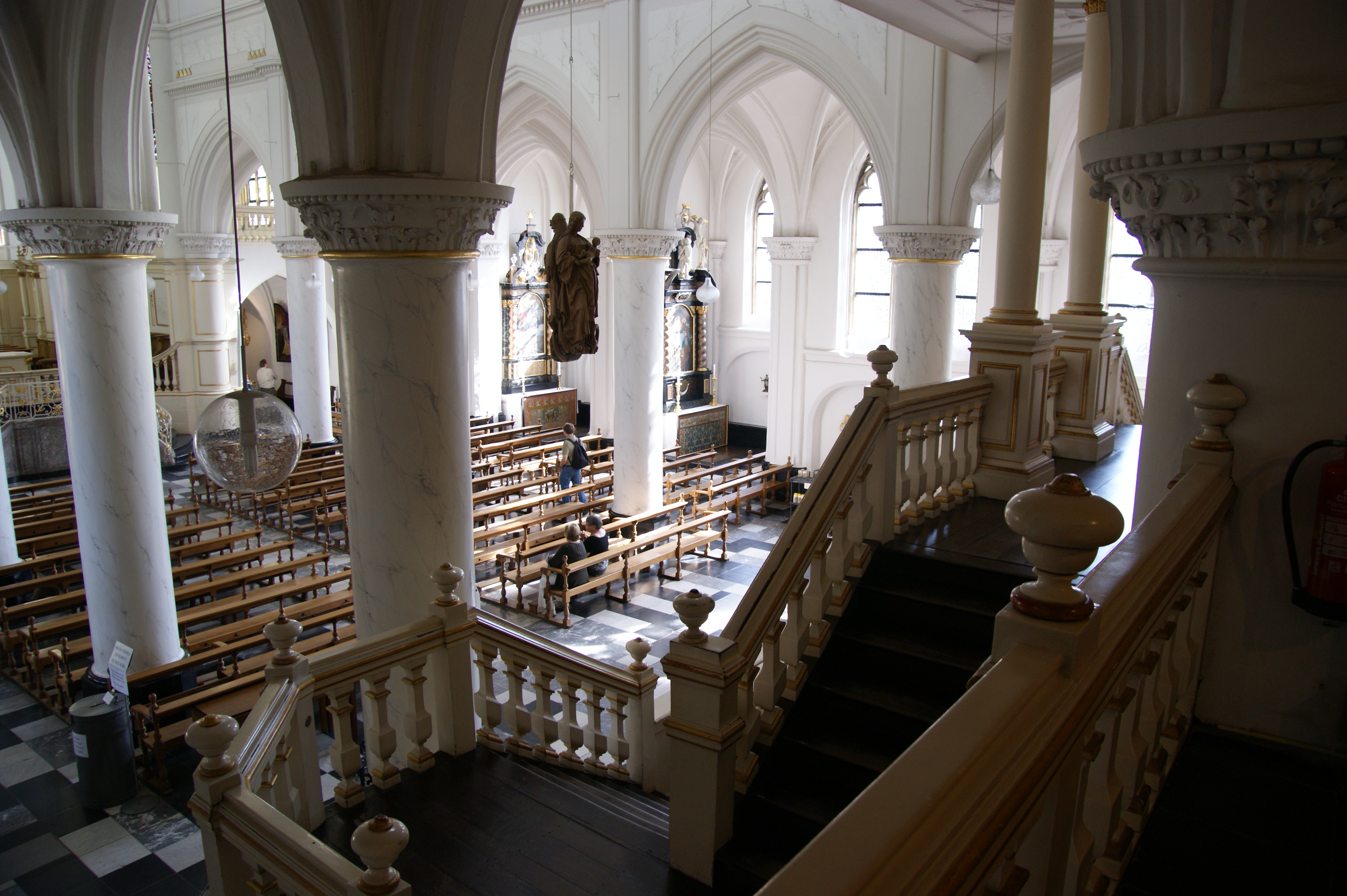
Interieur vanaf dameskoor
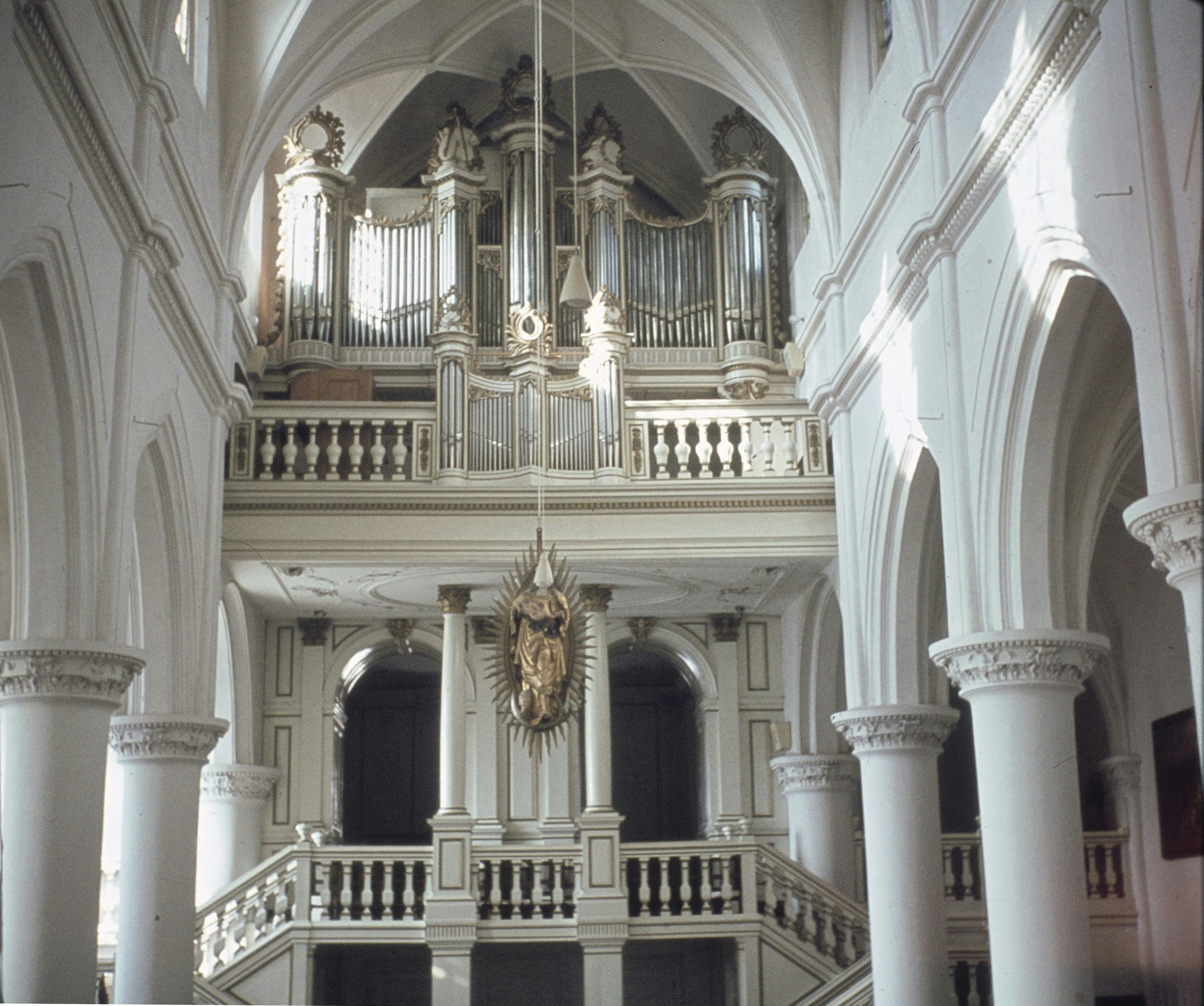
Interieur naar het westen

### Barokke altaren en grafmonumenten
De kerk bezit een bijzondere groep barokaltaren. Een van de pronkstukken is het hoogaltaar, dat afkomstig is uit de Roermondse Kartuizerkerk. Het is een werkstuk van Franz Xavier Bader uit 1769 en is uitgevoerd in stucmarmertechniek. In 1785 werd het door de kerk verworven uit de inboedel van het opgeheven klooster. Op het centrale paneel is de aanbidding door de herders afgebeeld. Links en rechts staan de beelden van de heilige Lambertus van Maastricht en Bruno van Keulen opgesteld. Daarnaast zijn door Bader in 1785 de beelden van de apostelen Petrus en Paulus toegevoegd. Links van het hoofdaltaar staan drie 17e-eeuwse zijaltaren opgesteld; rechts twee. Het oudste altaar, in de Sint-Janskapel, is eigenlijk nog in de stijl van de renaissance en werd in 1624 geschonken door de stiftsdame Maria van Hohensaxen tot Saxen. De altaren in de kapellen van de Doornenkroon (links) en van de Heilige Familie (rechts) zijn beide geschonken door Clara Elisabeth van Manderscheidt-Blankenheim, die in Thorn de Loretokapel stichtte en in een geur van heiligheid overleed. Vlak bij eerstgenoemde kapel bevindt zich haar epitaaf uit 1688.

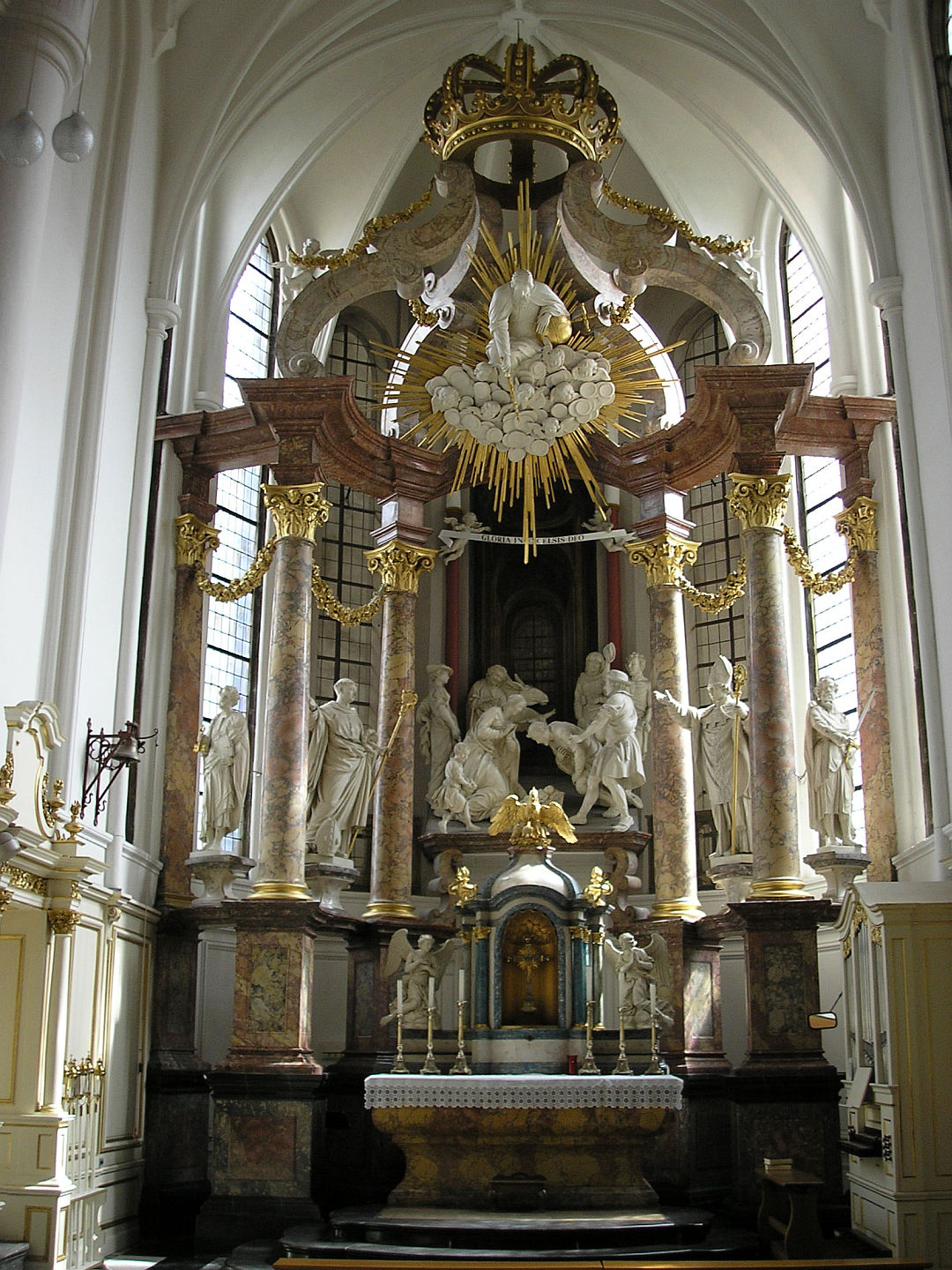
Barok hoofdaltaar
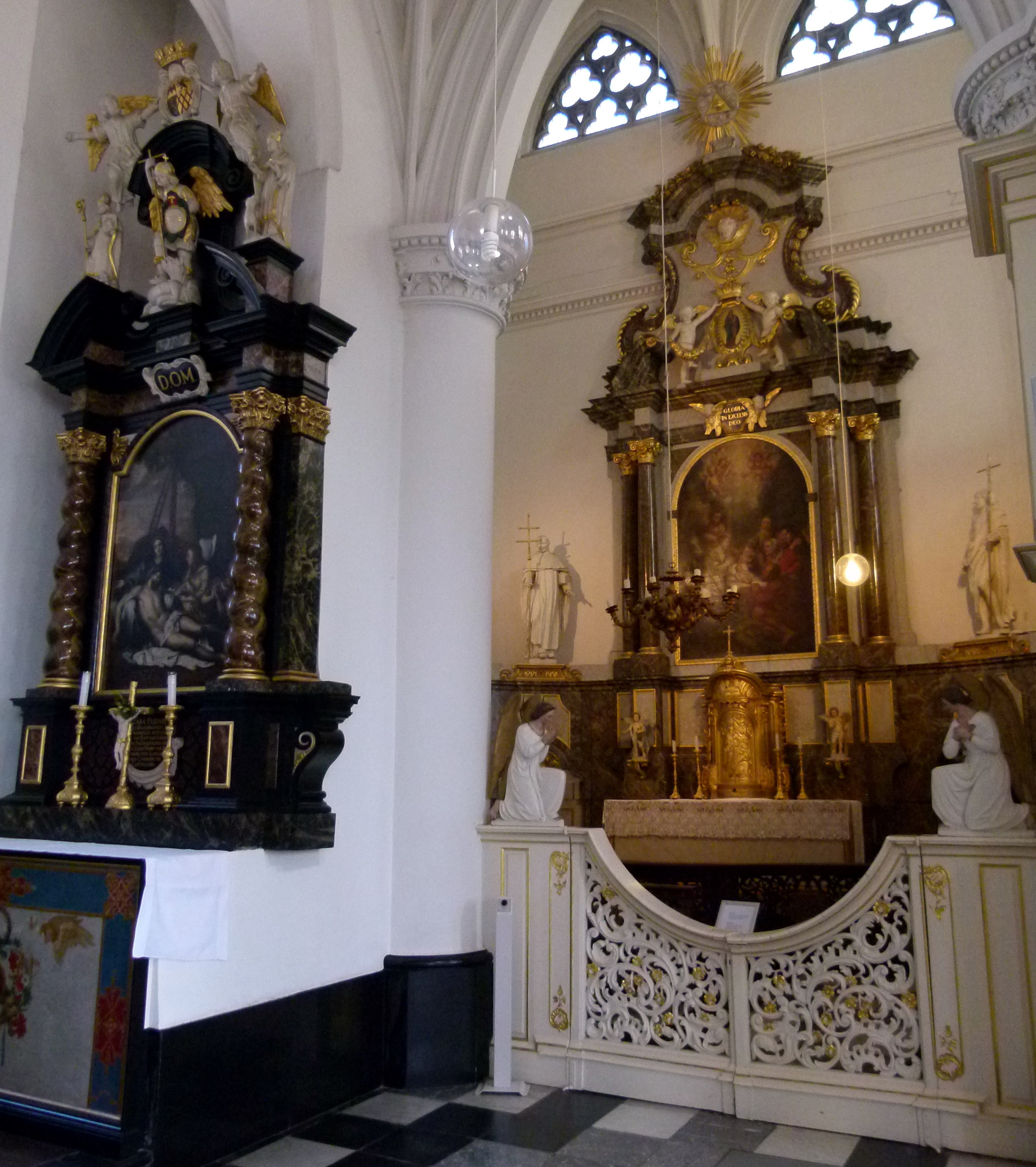
Barokke zijaltaren
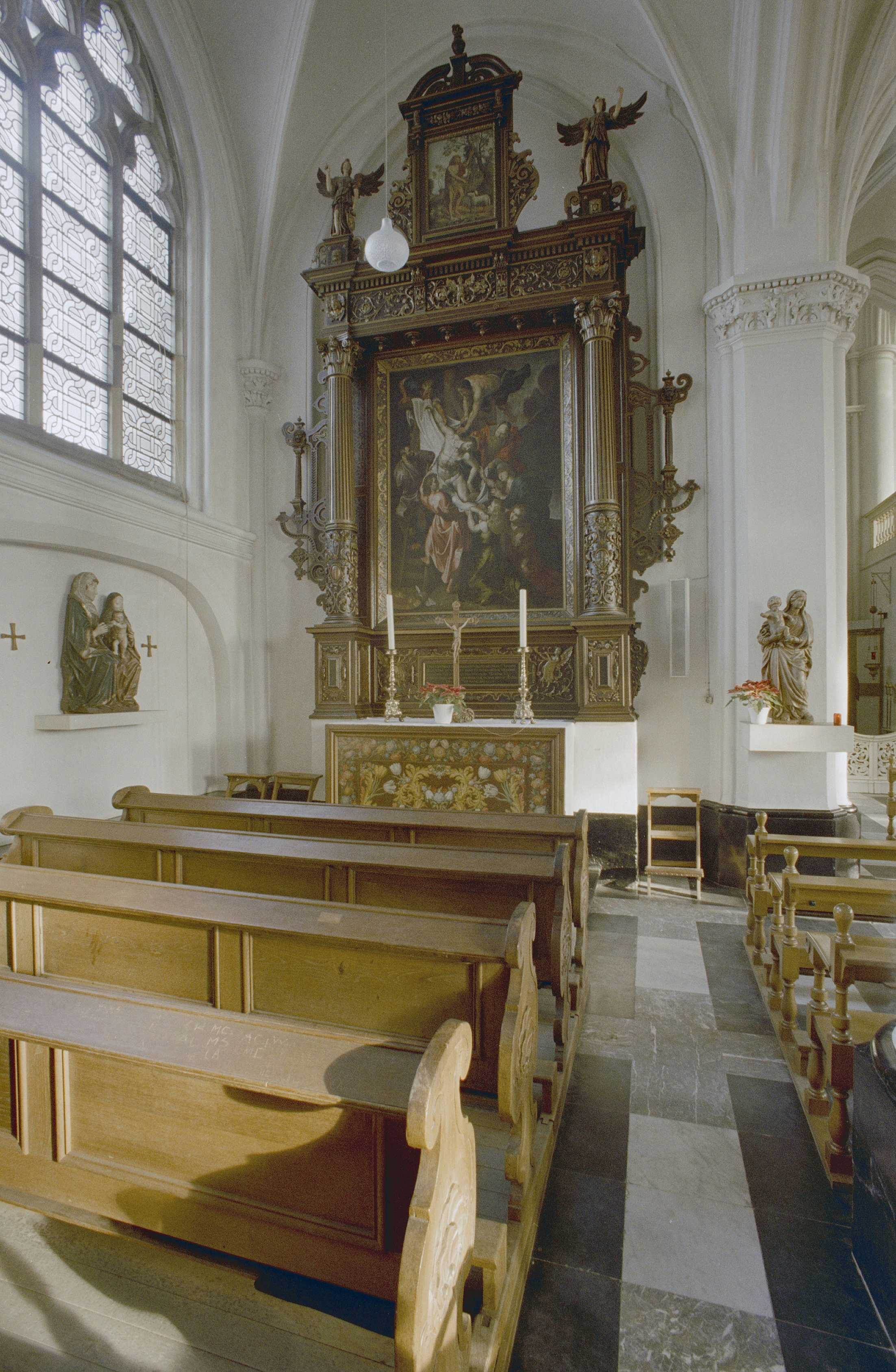
Renaissance-altaar
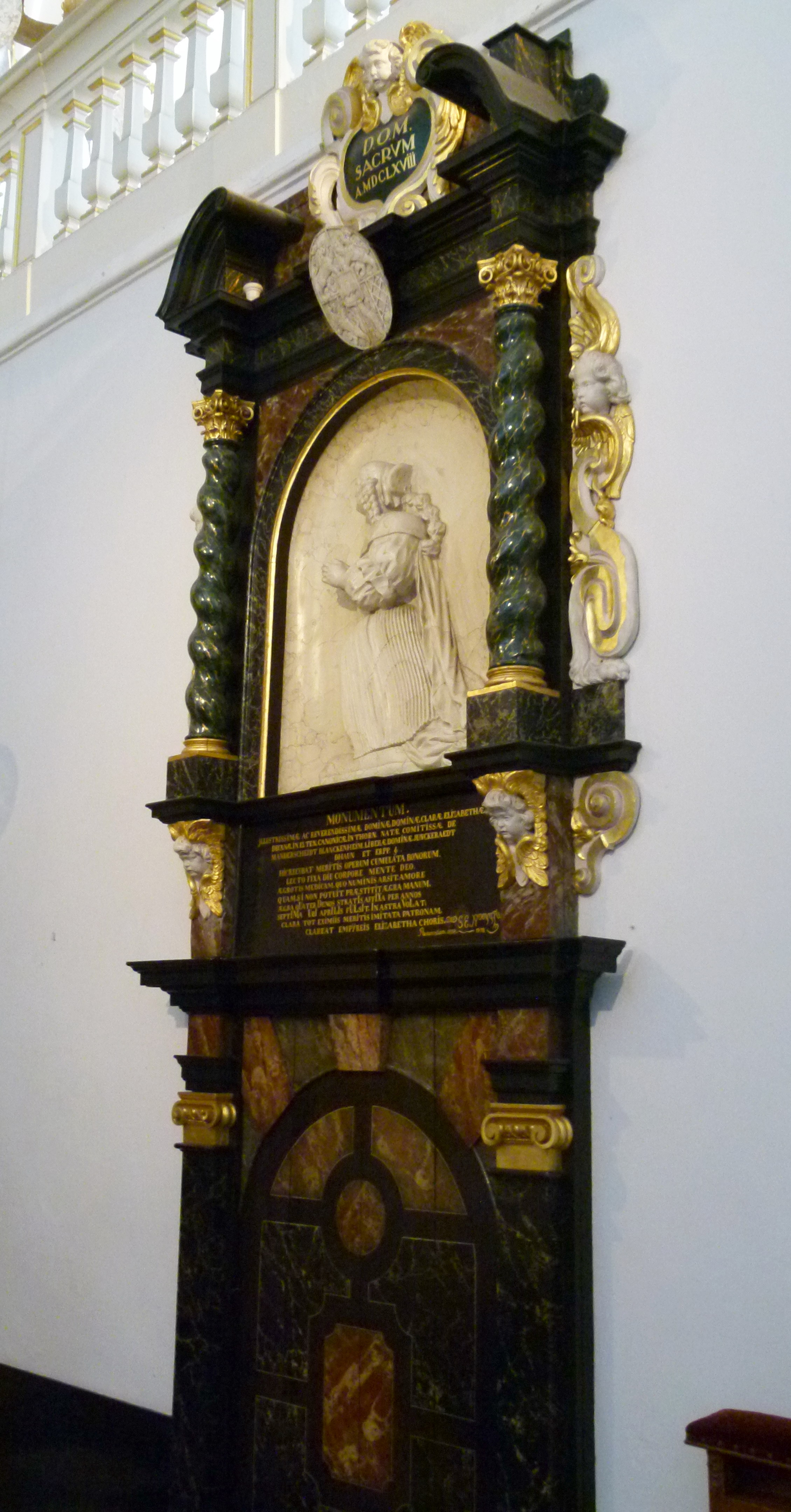
Grafmonument

### Overige beelden, schilderijen en ramen in het interieur
De kerk bezit een aantal laatgotische houtsculpturen, waaronder twee Marianums in het schip van de kerk, waarvan er een wordt toegeschreven aan de Meester van Elsloo. Een laatgotische Calvariegroep komt wellicht uit hetzelfde atelier in Roermond of omgeving. Een Anna te Drieën is in de 16e eeuw in Keulen gesneden. Een Christus op de koude steen is iets ouder (15e eeuw) en Zuid-Nederlands.
In de kerk zijn diverse schilderijen te bewonderen, de meeste uit de baroktijd en veelal kopieën in de trant van Rubens en Van Dyck. Bijzonder is een 16e-eeuws triptiek in de Sint-Lambertuskapel met in het middenpaneel een voorstelling van de Maagschap van de Heilige Anna en op de zijpanelen enkele kanunnikessen in koorkleding; links de decanes Johanna van Rennenberg. De meeste ramen van de kerk zijn blank. Het grote gebrandschilderde raam van Max Weiss in het noordertransept stelt de kruisiging voor.

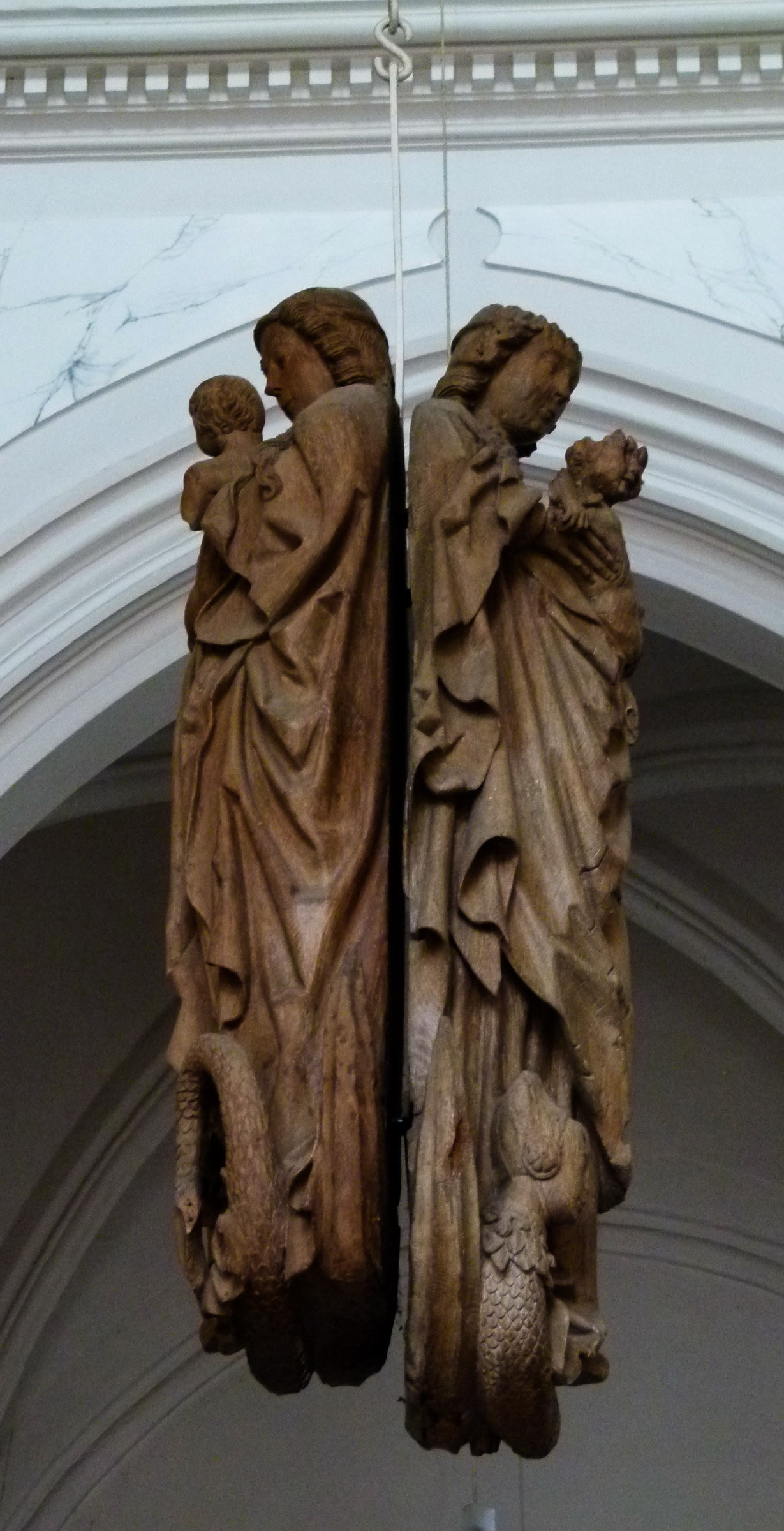
Laat-gotisch Marianum
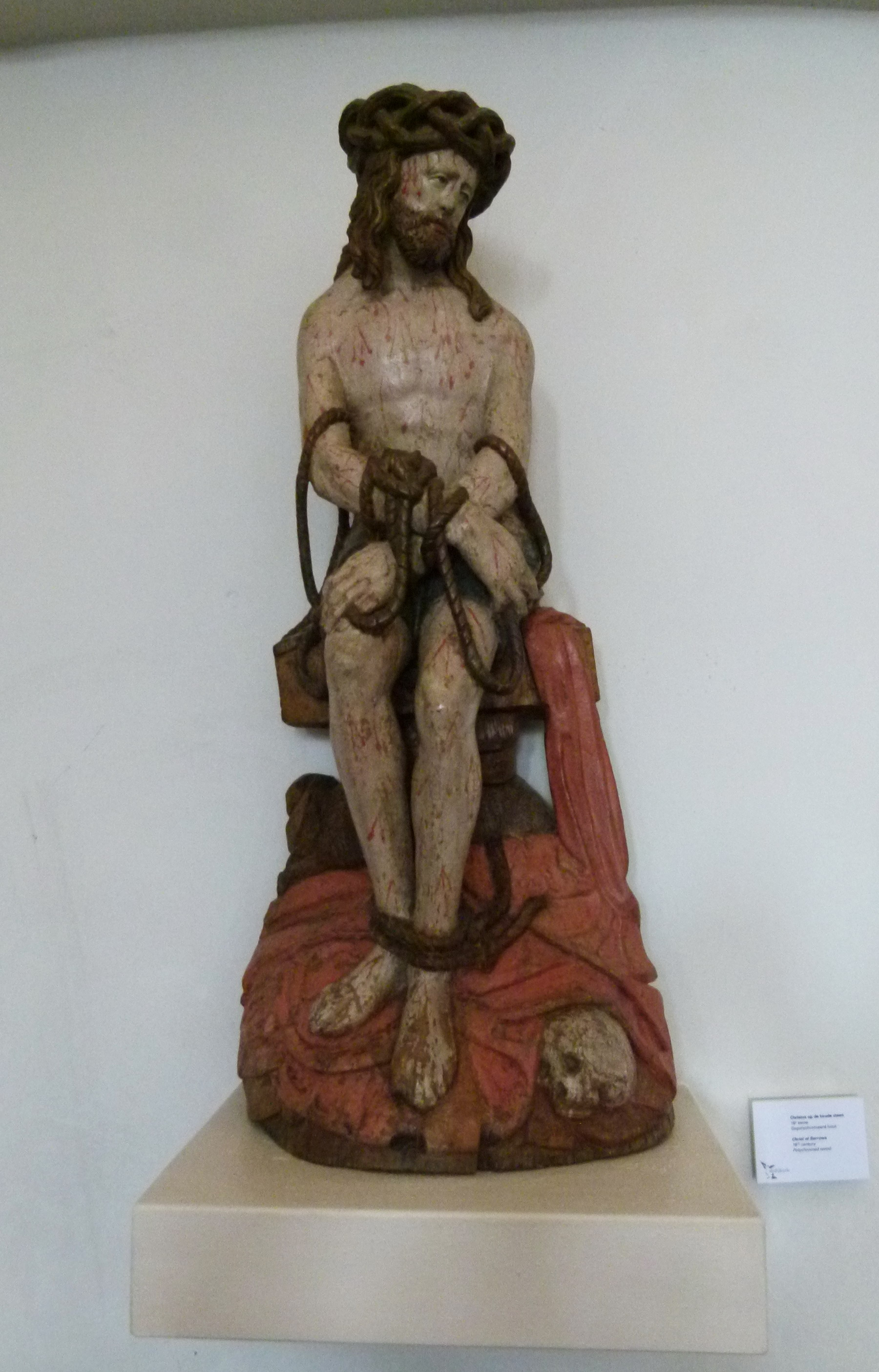
Christus op de Koude Steen
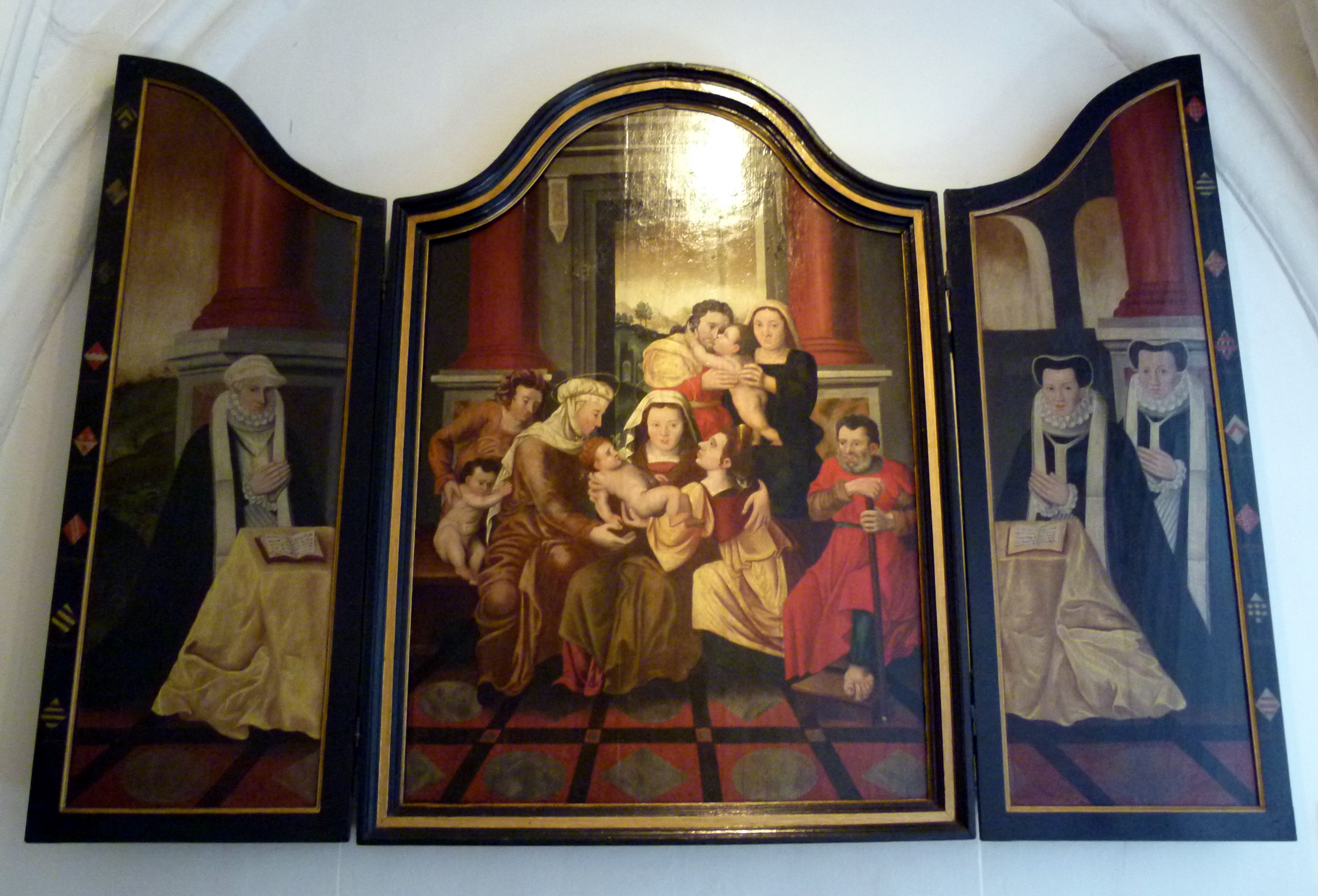
16e-eeuws triptiek
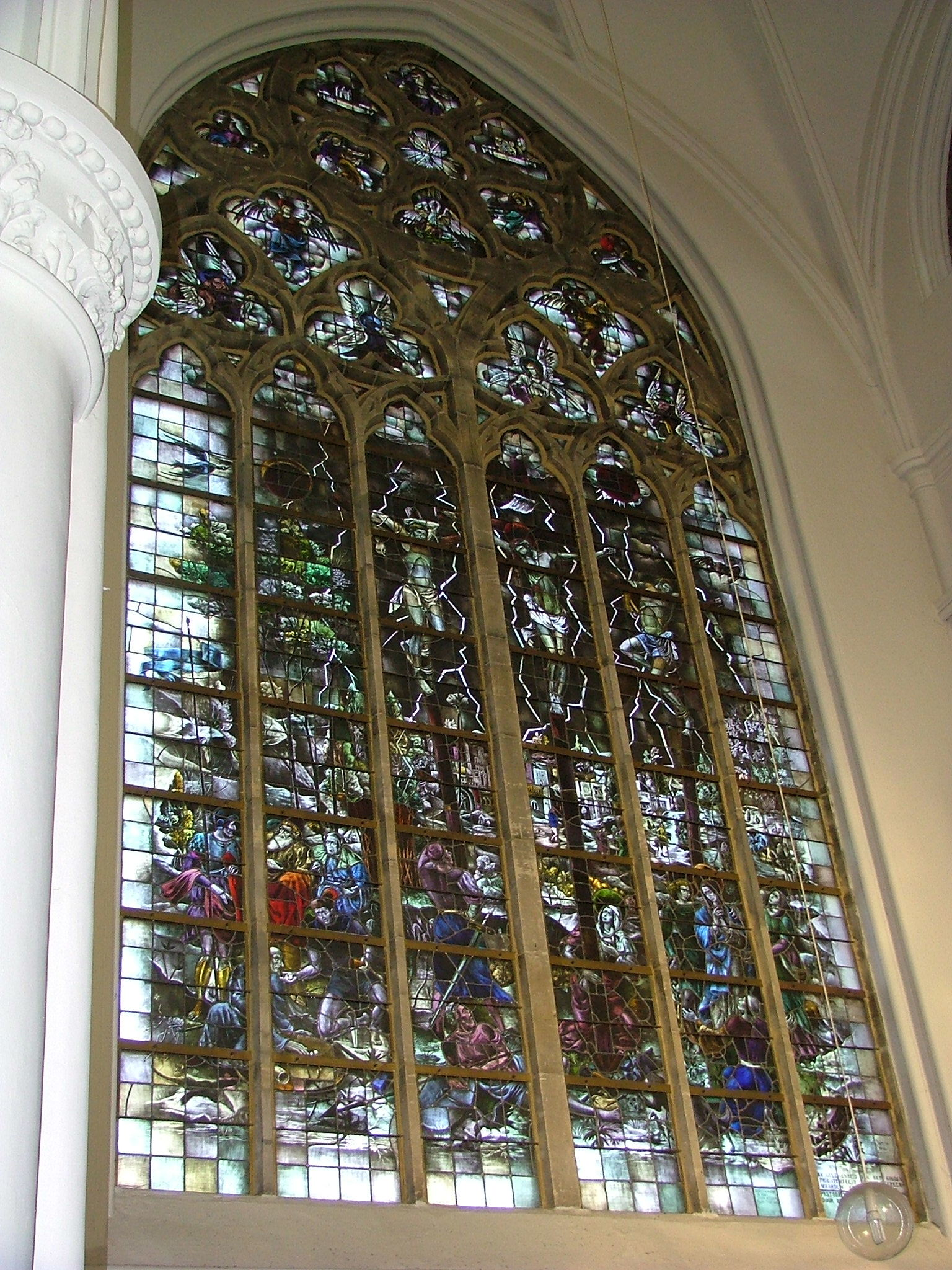
Glas-in-loodraam

### Interieur westwerk
In het westwerk bevinden zich enkele representatieve ruimtes, onder andere de kapittelzaal, waar het adellijk stift vergaderde, en de archiefkamer. Hier bevindt zich een verzameling schilderijen en documenten, die inzicht geven in het reilen en zeilen van het stift. De voorruimte deed vroeger dienst als dameskoor. Hier woonden de adellijke dames, gescheiden van het gewone kerkvolk, de mis bij. Thans bevindt zich hier het kostbare liturgisch vaatwerk en enkele rijkgeborduurde paramenten. Het westwerk is vanaf de kerk toegankelijk via een elegante barokke trappartij.

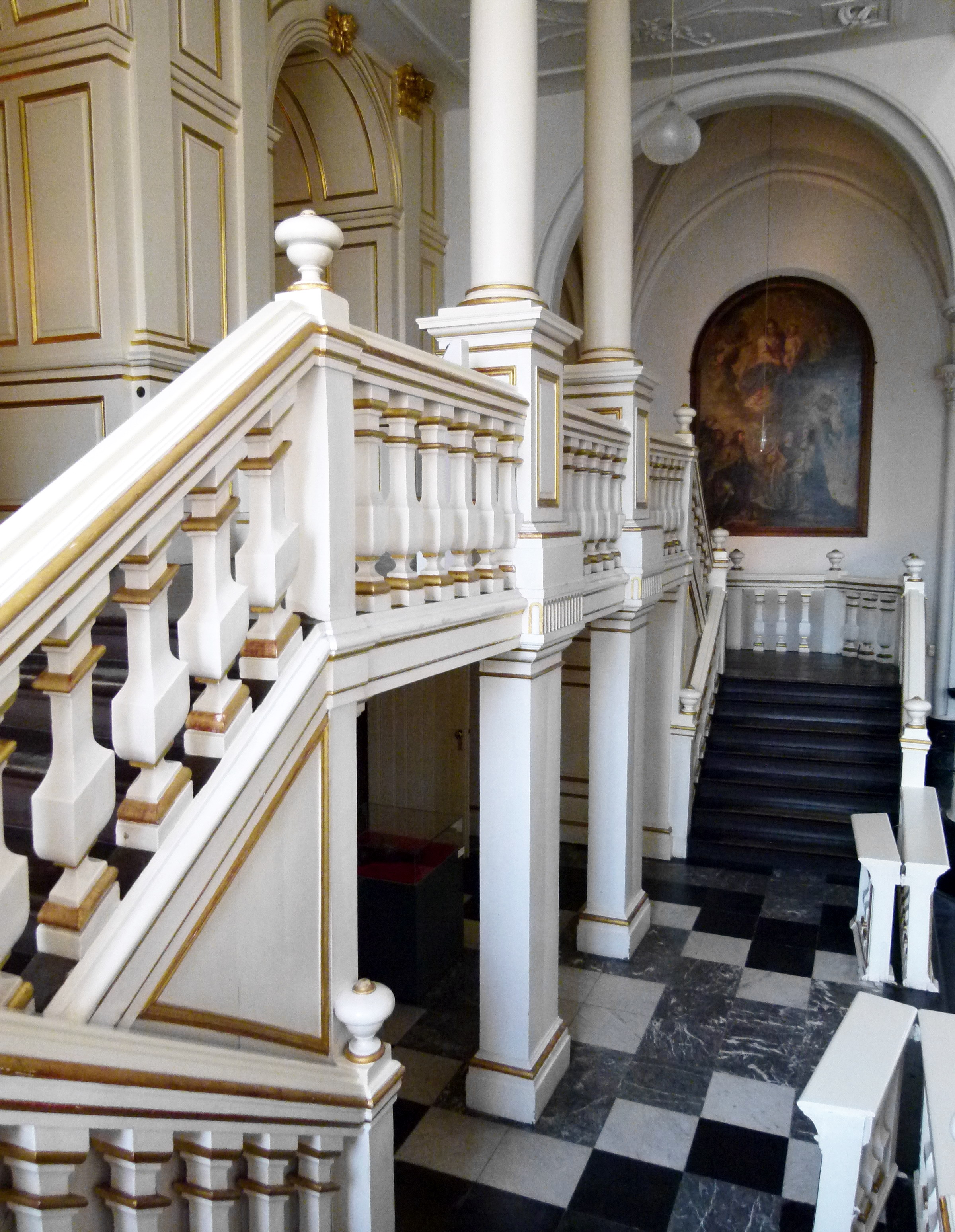
Barokke trappartij
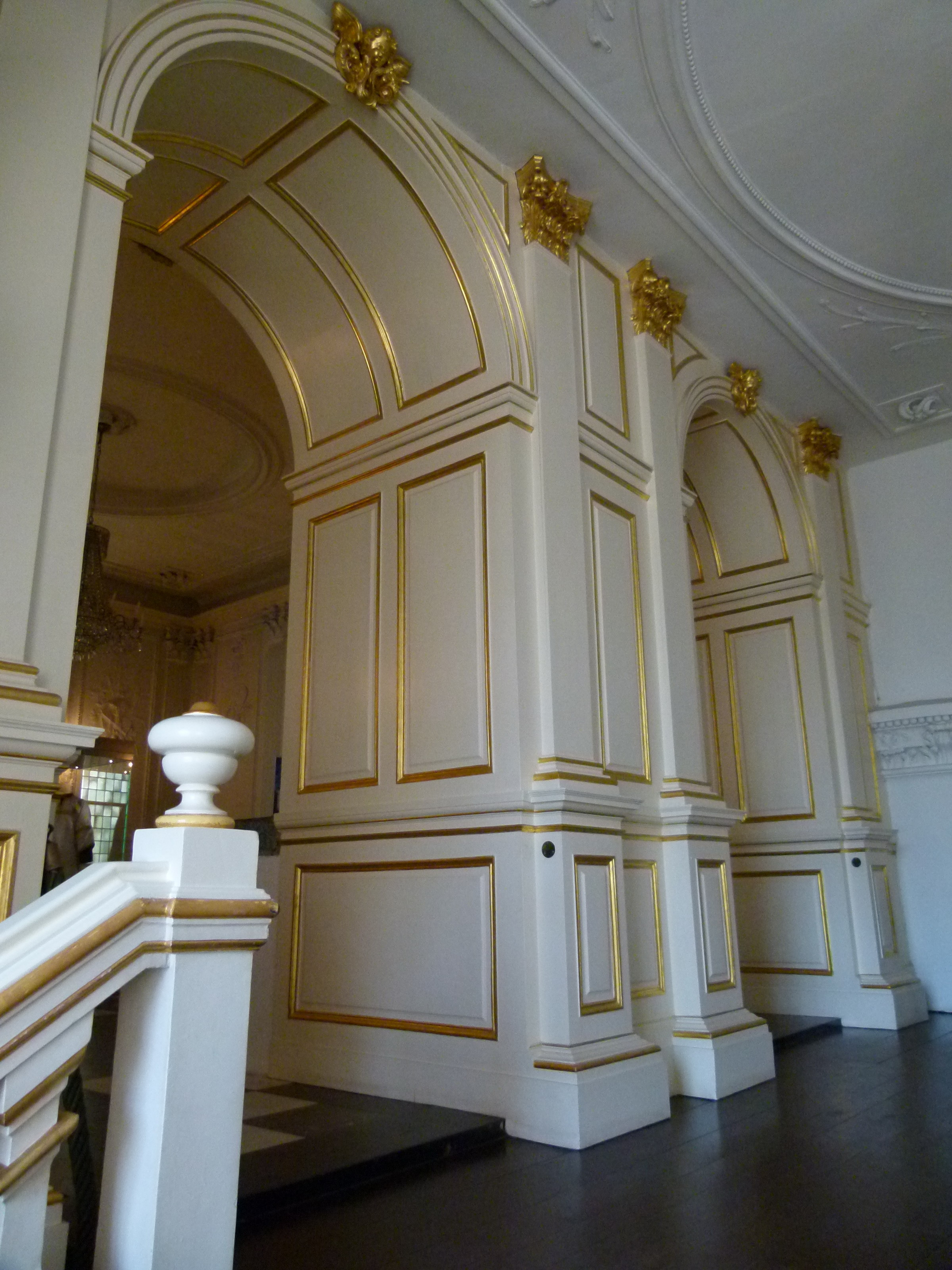
Entree dameskoor
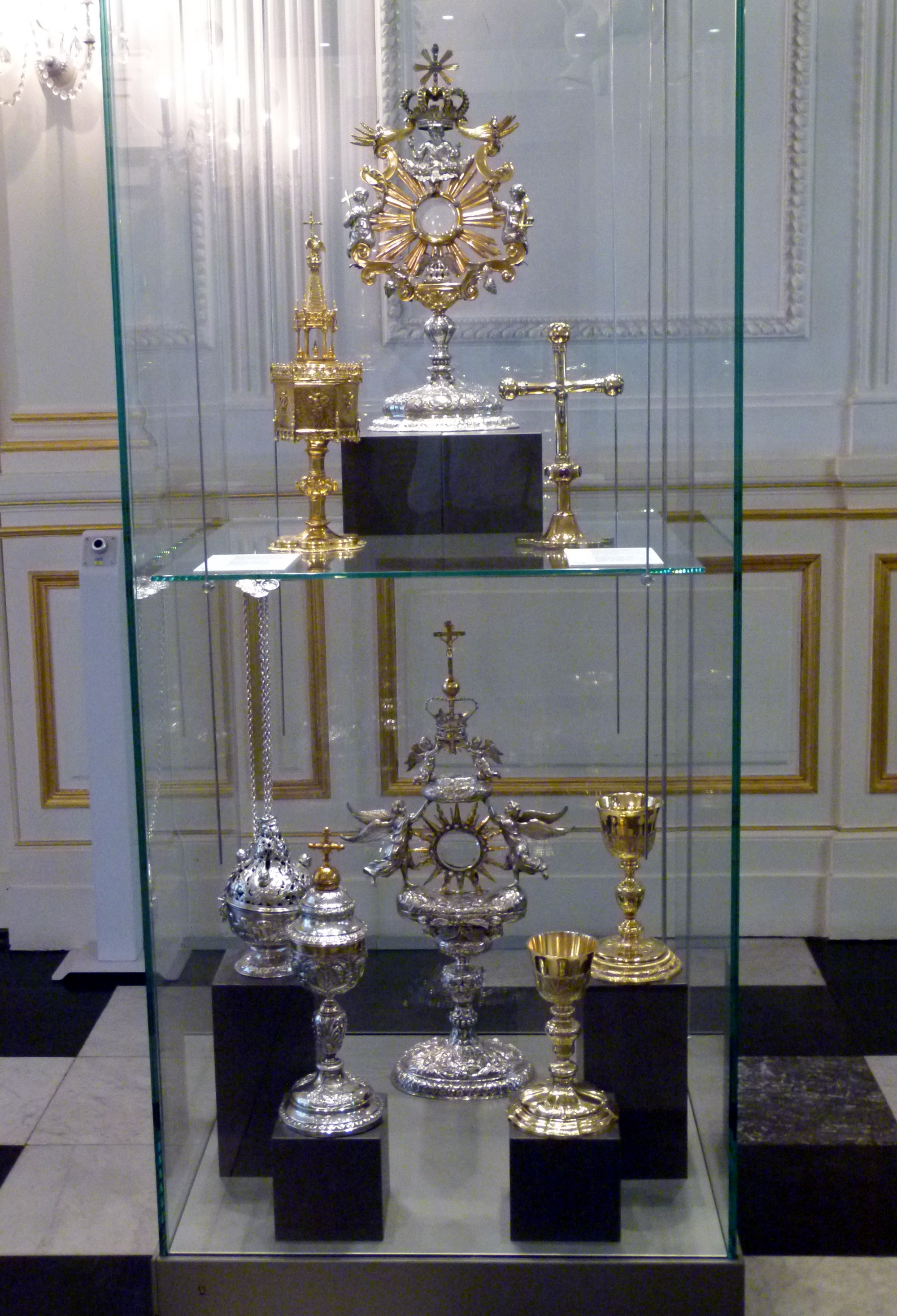
Schatkamer
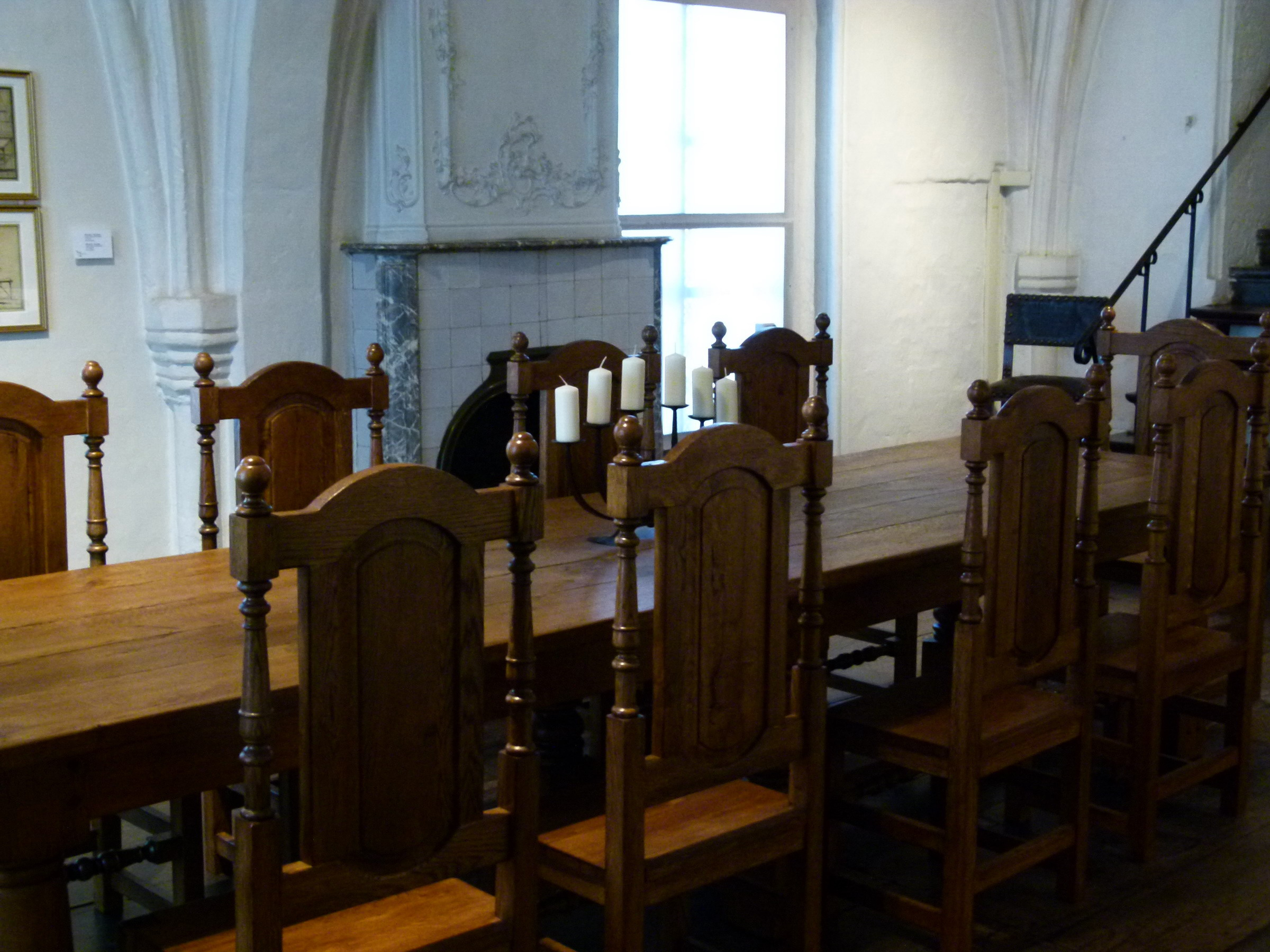
Kapittelzaal

### Cryptes
De stiftskerk heeft twee cryptes. In de westcrypte is een klein lapidarium ingericht en staat een maquette van het 18e-eeuwse abdijcomplex opgesteld. In de oostcrypte bevinden zich enkele menselijke overblijfselen die in 2007 nader zijn onderzocht:
- Een relikwie, bestaande uit een aantal botten in een loden kistje. Men beweerde dat deze van Hilsondis zouden zijn. Deze gravin van Strijen zou, samen met haar man Ansfried, de abdij van Thorn in 992 hebben gesticht. De datering van de botten rond het jaar 1000 werd door recent onderzoek onderschreven.
- Een relikwie van een onderarm. Deze wordt vereerd als een overblijfsel van de heilige Benedictus van Nursia. De onderarm blijkt echter uit de periode 1050-1200 te dateren en kan dus niet van deze heilige afkomstig zijn. Daarnaast is aangetoond dat Benedictus ongeschonden in de abdij van Fleury is begraven.
- De zogenaamde mummie van Thorn, een op natuurlijke wijze ontstane mummie. Hoewel men aanvankelijk dacht dat het om de in 1780 overleden organist Quanjel zou gaan, bleek de mummie ouder. Door C14-datering kon worden aangetoond dat de mummie uit omstreeks 1640 stamt. Ook de resten van een manipel bij de mummie duiden op een dergelijke ouderdom. De mummie is later in een 19e-eeuws priesterkleed gestoken. Hij ligt opgebaard in een glazen sarcofaag met klimaatbeheersing.

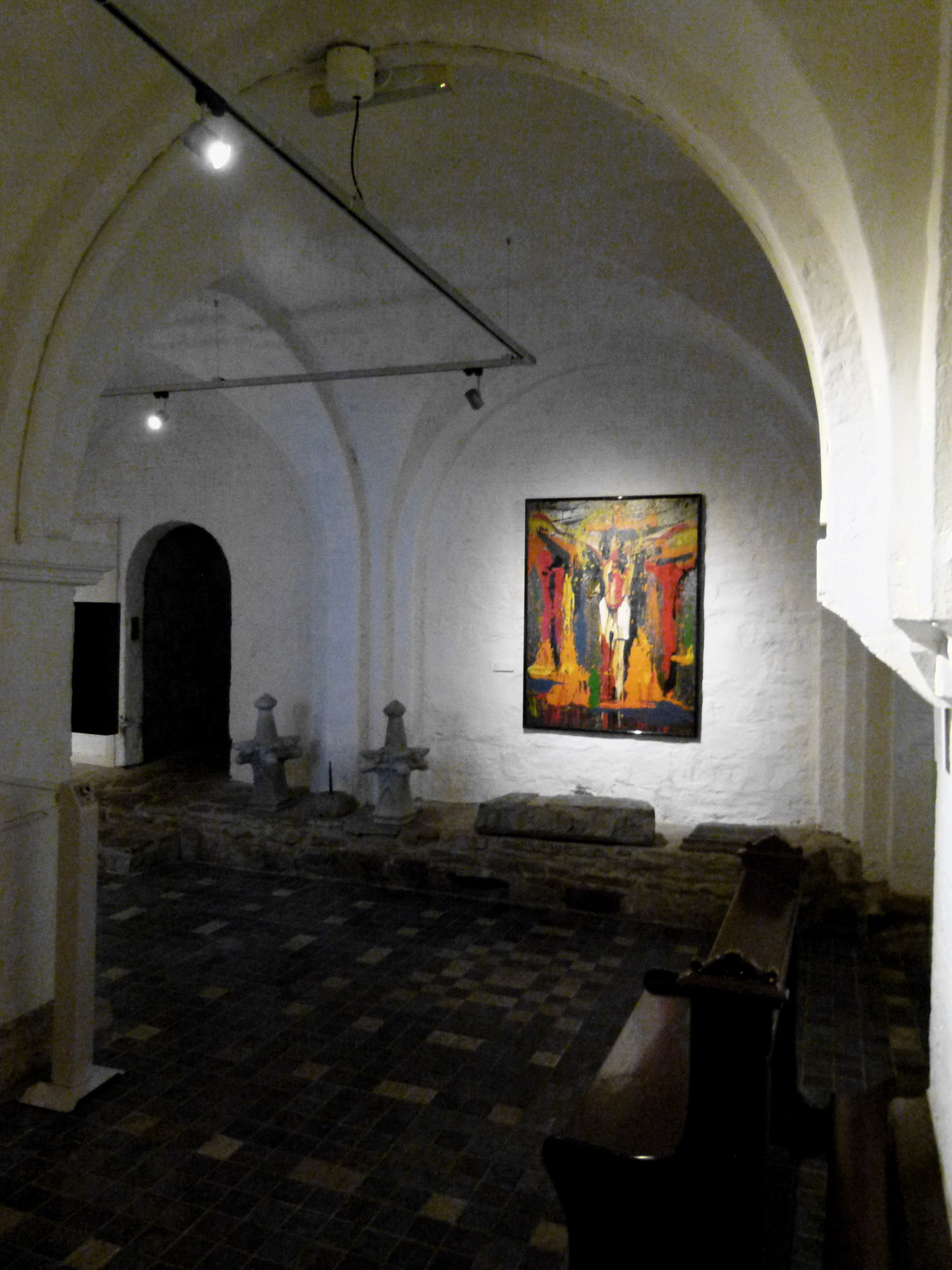
Westcrypte
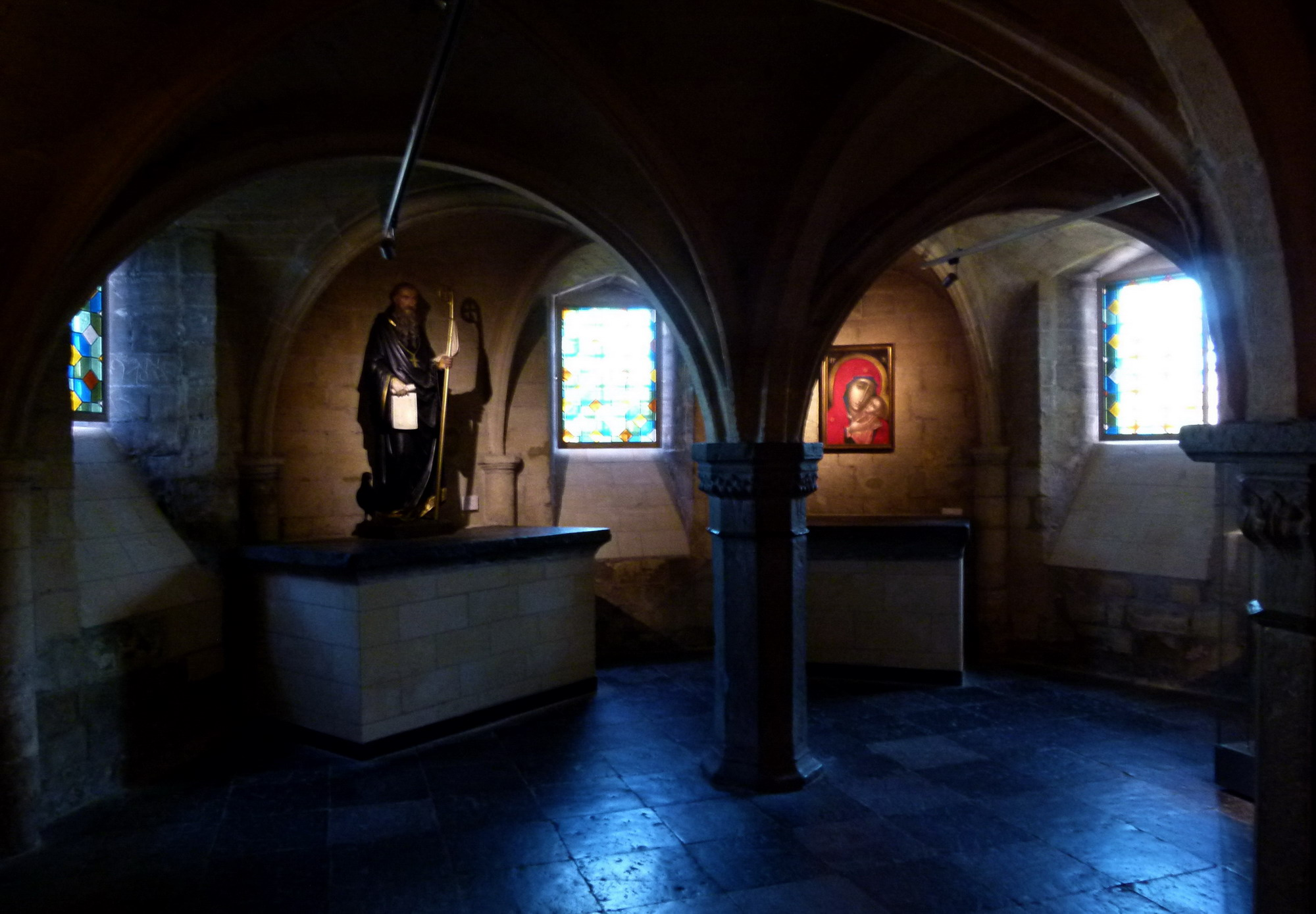
Oostcrypte
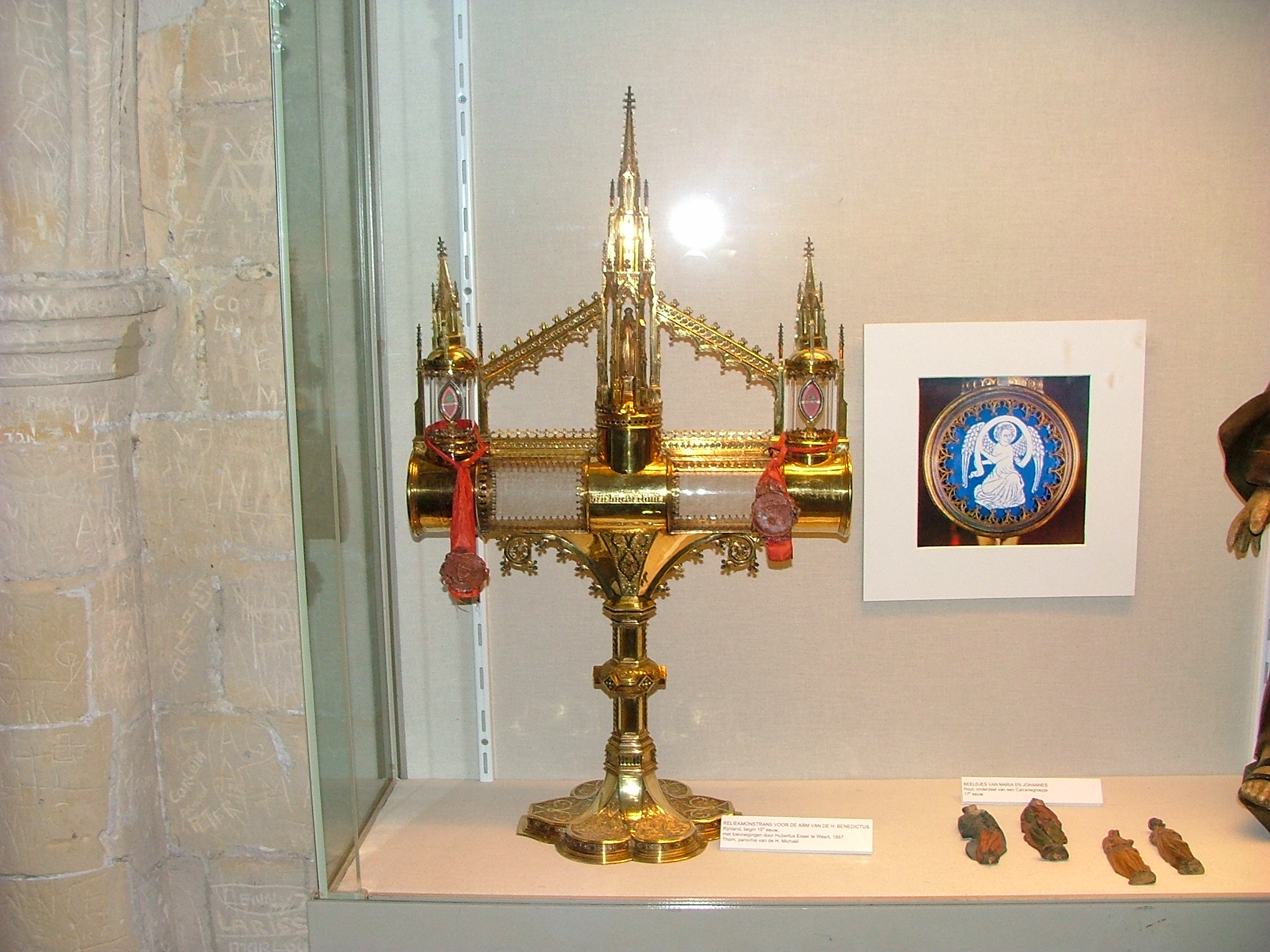
Reliekhouder Benedictus
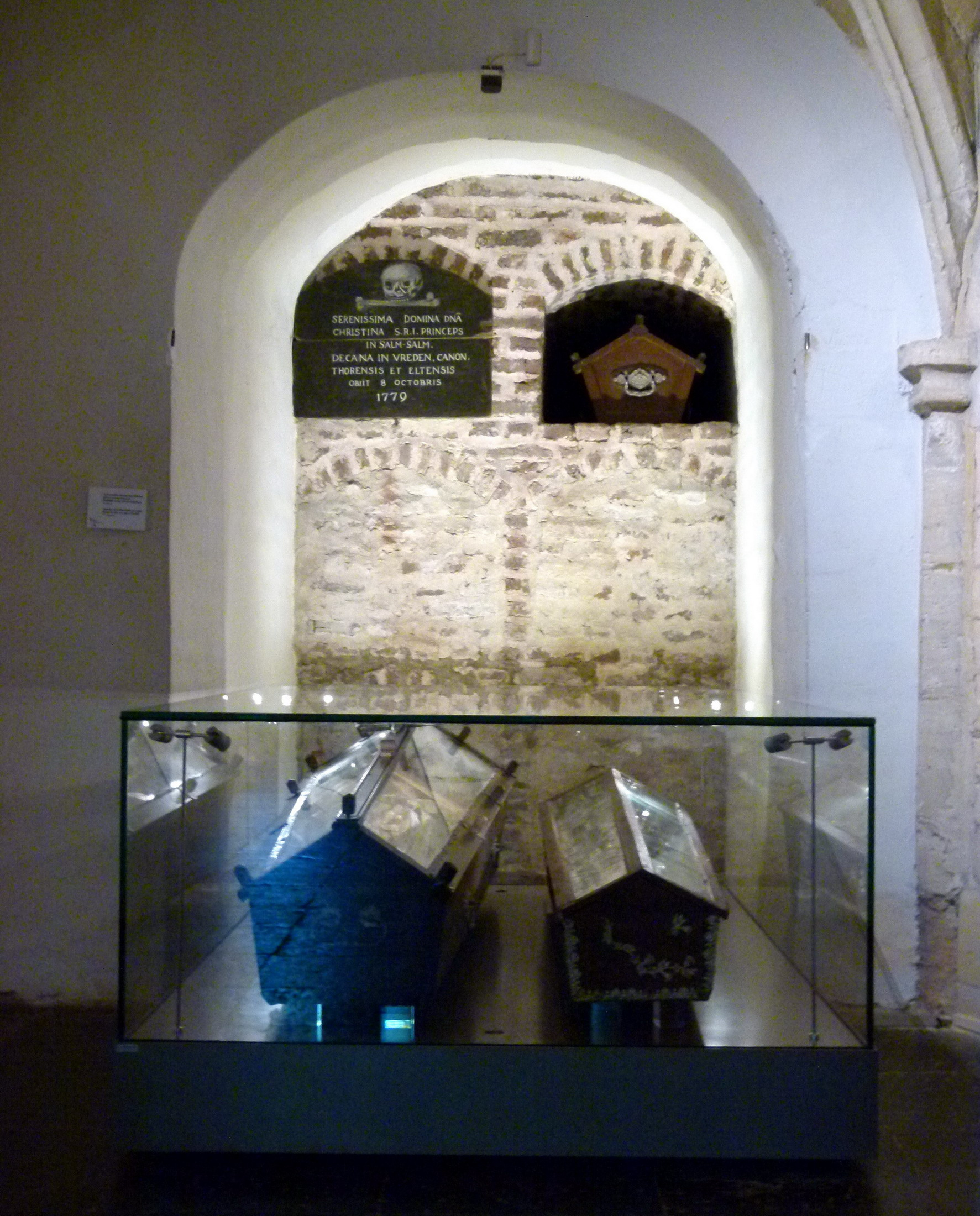
Mummie (links)